# Михайло Катанич
Михайло Катанич (на сръбски: Михаило Катанић) е сръбски военен, майор, участник в Сръбско-турските войни (1876 – 1878) и Сръбско-българската война (1885 г.). Особено се отличава при защитата на Нешков връх (близо до Пирот) по време на Сръбско-българската война. Високо е оценен в сръбската и българската армия и специално от българския княз Александър Батенберг.

## Биография
Михайло Катанич е роден на 8 април 1840 г. в село Бечан в миньорско семейство.
През Сръбско-турските войни (1876 – 1878) се сражава в битките при Глоговица и връх Пликовица. През 1877 г. участва в битките в Гориция, за освобождението на Ниш, при връх Глоговац, Копашница и Враня. За проявена храброст е награден с ордени и медали и произведен в звание капитан.
В Сръбско-българската война Катанич, като командир на 2-ра батальон на 11-и пехотен полк, участва в битките при село Врабча (3 ноември 1885 г.); при Сливница (7 ноември 1885 г.); и на Нешков връх, където според свидетелските показания той проявява безпримерна смелост.
След победата при Сливница, българската армия неудържимо напредва към Пирот. На 12 ноември 1885 година българите заемат Нешков връх, който контролира долината на Пирот. Защитата му от страна на сръбската армия се счита за пример за героизъм. След отстъпването на основните сили, капитан Катанич остава сам със своя батальон и продължава да се бие.
Катанич лично защитава знамето. С пет тежки рани, намира сили да го предаде на свой подчинен, след което пада в плен на българските войници. Според изследователите, в нито един сръбски доклад подвигът на Катанич не е споменат. Както обаче се посочва, това е отбелязано в българските източници като рядък пример за сръбски героизъм.
Според вестник „Нова уставност“ (брой от 5 май 1886 г.) битката на Катанич с българите е наблюдавана от самия български княз Александър Батенберг. Когато князът вижда, че Михайло вече е паднал, той изпраща един от своите ординарци и още един офицер, за да го спасят. На мястото, където Катанич е паднал, офицерите откриват и четирима български войници, застреляни от него. Завзелите височината други войници са го разсъблекли и взели ботушите му и са го закарали в Цариброд. Там той е посетен от княз Александър Батенберг и министър-председателя Петко Каравелов. Князът заповядва раненият герой да бъде лекуван и прехвърлен незабавно в София. Поради сериозните рани това става възможно след два дни. Едва на петия ден след битката Михайло идва в съзнание.
Новината за ранения сръбски офицер се разнася в София и много жители на града идват да го видят, като някакво чудо. Той е предаден за лечение на д-р Ванков, на когото княз Александър нарежда: „Постарай се да спасиш живота на този смел офицер, защото това е рядък герой“.
По време на лечението си в София, Михайло е посещаван и от първите семейства на София, специална грижа за него е оказана от Никола Сукнаров и съпругата му.
На 6 декември 1885 г., докато е в София, за смелото му държане в битките, той е произведен в чин майор от пехотата.
След завръщането си в Сърбия, последиците от раните на Катанич отново се проявяват и на 28 април 1887 година той почива.

## Герой срещу „баби“
По стечение на обстоятелствата, пет дни преди неговата смърт почива 83-годишната майка на полковник Драгутин Франасович. Тя не е имала никакви политически прояви, но синът ѝ заема високи позиции в държавната администрация и е домашният любимец на крал Милан. Той става такъв през 1882 г. по време на атентат срещу краля, като попречи на Илка Маркович да стреля за втори път. Същия ден кралят го е повишил в звание полковник, а през 1885 г. е назначен за военен министър. Може да се каже, че провалът в Сръбско-българската война не е само на краля, но и негов. Ето защо, според изследователите, славата на майор Катанич му е била крайно неприятна. И така, крал Милан е имал причини да присъства на погребението на майката на Франасович и да не окаже същото уважение към героя от Сръбско-българската война, както пише Бранислав Нушич в свой непубликуван ръкопис. Към сръбските деца Нушич се обръща и със стихотворение:
| „ | Српска децо што множити знате Из овога поуку имате: У Србији прилике су таке Бабе славе, презиру јунаке Зато и ви не мучите се џабе Српска децо постаните бабе. | “ |

Посланието към децата е: В Сърбия бабите се прославят, героите се презират, не се мъчете, а станете баби. Стихотворението е публикувано в „Дневни лист“ и предизвиква голям интерес сред читателите. То обаче силно засяга и разгневява крал Милан, който заповядва поетът да бъде арестуван и осъден. Нушич е осъден на две години затвор.
В романизиран вариант историята на Михайло Катанич е залегнала в романа на Цончо Родев „Изпитание“, посветен на Съединението на Княжество България с Източна Румелия и последвалата Сръбско-българска война.